# 桓豁
桓豁（320年—377年10月13日），字朗子，谯国龙亢（今安徽怀远）人。晋朝重要將領，桓彝之子，大司馬桓温之弟。桓豁於桓溫內鎮姑孰後接替他任荊州刺史，任內努力助東晉抵抗前秦，在前秦多場對荊州、蜀地或前涼的戰事中都有出兵抵抗或支援。

## 生平

### 初守荊州
桓豁少有美譽，最初任當時為撫軍將軍的司馬昱屬下的從事中郎，後轉任吏部郎。桓豁後以患病辭官，再被任命為黃門郎時，正遇上因平三年（359年）西中郎將謝萬率軍抵抗前燕卻因其指揮失當而潰敗，而導致許昌、潁川郡、譙郡、沛郡等各城都相繼落入前燕之手以及豫州當地人混亂不安的局面。當時掌權的桓溫於是於升平五年（361年）指派尚未拜官的桓豁都督沔中七郡諸軍事、建威將軍、兼新野和義成二郡太守。同年，桓豁北攻許昌，擊敗前燕將領慕容塵並攻下許昌，因功進號右將軍。

### 代兄掌州
興寧二年（364年），桓溫加領揚州牧，並向東移鎮至赭圻。次年再東移至姑孰，於是讓桓豁假節監荊州、揚州之義成及雍州之京兆諸軍事，並接替自己領南蠻校尉及荊州刺史。但桓豁上任後當年，即遇上梁州刺史司馬勳起兵叛亂，桓豁於是在下一年，即太和元年（366年）派督護桓羆領兵進攻梁州治所南鄭，協助平定叛亂。同年七月，前秦王猛、楊安等人南攻荊州，進攻南鄉郡，桓豁於是領兵救援。桓豁於下月移屯新野時，前秦軍掠民北歸。又同年，南陽督護趙億等佔據宛城並降前燕，前燕於是派南中郎將趙盤入戍宛城。桓豁於太和二年（367年）與竟陵太守羅崇進攻宛城，攻破後追擊趙盤至魯陽時將其俘獲，事後在宛城戍兵並南歸。

### 對抗前秦
桓豁後加監寧益二州軍事。寧康元年（373年），桓溫去世，桓豁升任征西將軍、都督荊、梁、雍、交、廣五州諸軍事。同年前秦派兵進攻蜀地，桓豁派江夏相竺瑤救援，但竺瑤在廣漢太守趙長戰死後就領兵退還，益、梁二州領土亦因梁州刺史楊亮及益州刺史周仲孫抵抗失敗並撤退後被前秦所攻佔。
太元元年（376年），桓豁升任征西大將軍、開府，桓豁辭讓但不獲准許，桓豁於是追溯373年蜀地失守之事，以自己「威略不振，所在覆敗」再上書辭讓開府。同年，前秦派大軍進攻前涼，桓豁與其弟車騎將軍桓沖合作，派督護桓羆、江州刺史桓石秀及兗州刺史朱序等進擾沔漢一帶地區，以圖以此紓緩前涼的壓力，但前涼終被前秦所滅，各人亦罷兵。因為前涼覆亡，朝廷派出中書郎王尋之前往荊州與桓豁見面，諮詢邊境抵抗前秦之事。桓豁於是於太元二年（377年）表右將軍毛穆之為監沔中諸軍事、朱序任南中郎將、監沔中諸軍事、梁州刺史，鎮守襄陽，以強化對北方前秦的防禦。
桓豁終也未拜開府，並於太元二年八月丙辰日（377年10月13日）逝世，享年五十八歲。朝廷追贈司空，諡號為敬。

## 逸事
桓豁鎮守荊州時，其軍中的參軍獲得一隻鴝鵒（俗稱八哥），根据楚地风俗，五月五日剪去鴝鵒的舌尖，教它说话，逐漸能仿效人類聲音，叫出物件名字，又能與人對答。参军擅长演奏琵琶，那鸲鹆也能站在边上认真地聆听很久。同时它还精通了模仿人类说话谈笑的本领。后来桓豁在軍中遍集僚属大开宴会，便讓這隻鴝鵒模仿座上眾人的話語，全都學得惟妙惟肖；桓豁有个部下当天感冒鼻子不通气，鼻音重难以模仿，学得不大像，于是鴝鵒就把脑袋钻到瓮里模仿，一下子把那人的声音模仿得非常相似。宴会上，司仪在鴝鵒跟前偷盜，被這隻鴝鵒看見了，牠便趁参军上厕所將事情告知參軍，參軍卻未有將此事向桓豁匯報。後來那人又偷牛肉，鴝鵒再次向參軍告密，參軍便說：「你說他盜肉，必須作出證明。」鴝鵒便說：「那人以新鮮荷葉將牛肉裹著，並放在屏風後面。」參軍檢驗之下，果然檢出贓物，便對那犯盜者痛加懲治。那主典人心懷怨恨，用热水把鴝鵒浇死了。參軍知道後悲傷了好多天，于是請求桓豁作主誅殺此人报仇。桓豁卻說：「追究主典人杀死鴝鵒的恶行，确实应该以命相抵，但毕竟不能因为一只禽鸟的死就处人以极刑。」於是只判处了那人五年的髡刑。

## 子女
桓豁有二十個兒子，因為聽聞前秦中有歌謠說：「誰謂爾堅石打碎」。於是所有兒子名字中都有「石」字以應此歌謠。然而，知名的兒子只有六個。
- 桓石虔，桓豁子，東晉將領。
- 桓石秀，桓豁子，東晉將領。博覽群書，喜好老莊，不貪榮譽爵位，亦擅長騎射。
- 桓石民，桓豁子，東晉將領。曾派兵擊殺苻丕。
- 桓石生，桓豁子，東晉官員。
- 桓石綏，桓豁子，東晉官員，後投桓玄。桓玄敗死後被殺。
- 桓石康，桓豁子，東晉將領。
- 桓石松，桓豁子，東晉將領。
- 桓女幼，桓豁女，嫁庾友子庾宣[5]。

## 延伸阅读
[在维基数据编辑]
 《晉書·卷074》，出自房玄齡《晉書》